# Marderbach
Der Marderbach ist ein rechtsseitiger Nebenbach des Schmalwassers im Mittleren Thüringer Wald bei Tambach-Dietharz.

## Lage und Verlauf
Der Marderbach zählt zum Flusssystem der Elbe im Saale-Apfelstädt-Einzugsgebiet. Er entsteht durch den Zusammenfluss seiner beiden Quellbäche, dem nördlicher gelegenen Linken Marderbach und dem südlicher gelegenen Rechten Marderbach. Gemessen von der Quelle des rechten Marderbaches, des längeren der beiden Quellbäche, ist er etwa 2,2 km lang. Er entspringt östlich des Kleinen Mittelrains in einer Höhe von 655 m ü. NN (rechter Marderbach) bzw. südlich des Vogelherdskopfes in 630 m ü. NN (linker Marderbach) und mündet bei 460 m ü. NN in das Schmalwasser.
Sein Unterlauf verläuft in einer engen Klamm und ist als Flächennaturdenkmal geschützt.

## Geologie
Die Felsen im Marderbachtal sind bis zu 25 m hoch und werden vom Bielstein-Konglomerat gebildet, einem feldspatreichen Quarzporphyr-Konglomerat aus der Zeit des Rotliegend.

## Bachökologie
Der Marderbach ist ein typischer Mittelgebirgsbach mit schnellem Abfluss und steinig-grusigem Bachsediment. Er ist der natürliche Lebensraum der Bachforelle, die auf sauberes Wasser angewiesen ist, und Reproduktionsstätte des Feuersalamanders.

## Vegetation
Bemerkenswert sind die mächtigen, schmalkronigen Fichten (Picea abies). Sie gelten als autochthon, ihr genetisches Material ist also vor Ort entstanden, wurde nicht forstlich eingebracht und gilt als an die lokalen Standortverhältnisse angepasst. Einige Exemplare sind daher auch seitens der Forstwirtschaft als Samenbäume geschützt. Des Weiteren kommt im Flächennaturdenkmal auch die in Thüringen seltene und gefährdete Weißtanne (Abies alba) in wenigen Exemplaren vor.

## Besonderheiten
Die Felsen der Marderbachklamm werden von Wasser überrieselt, das bei Frost zu Eiszapfen und Eisgirlanden gefriert.